# Mykoła Rud´kowski
Mykoła Mykołajowycz Rud´kowski, ukr. Микола Миколайович Рудьковський (ur. 18 grudnia 1967 w m. Staryj Bykiw w obwodzie czernihowskim) – ukraiński polityk, deputowany, w latach 2006–2007 minister transportu.

## Życiorys
Z wykształcenia historyk, ukończył państwowy instytut pedagogiczny w Czernihowie. Później kształcił się na uniwersytetach w Moskwie i Wiedniu. W okresie przemian politycznych współtworzył niepodległościowy związek studencki. Prowadził własną działalność gospodarczą, w połowie lat 90. pracował w administracji prezydenckiej. Następnie zatrudniony na dyrektorskich stanowiskach przedsiębiorstwach sektora gazowego i jako asystent socjalistycznych posłów.
W 2002 i 2006 uzyskiwał mandat deputowanego do Rady Najwyższej Ukrainy z listy Socjalistycznej Partii Ukrainy. W 2006 krótko pełnił funkcję mera Czernihowa. W drugim rządzie Wiktora Janukowycza zajmował stanowisko ministra transportu (2006–2007). W wyborach w 2012 ponownie uzyskał mandat poselski jako kandydat niezależny i członek ugrupowania Partia Nowego Pokolenia Ukrainy. Dołączył do frakcji Partii Regionów. W 2014 wyjechał z Ukrainy.